# Gustav Adolph Hagemann
Gustav Adolph Hagemann, född 16 maj 1842 på Rodstenseje utanför Århus, död 26 april 1916 i Köpenhamn, var en dansk kemist, industrialist, stipendiegrundare och kommunalpolitiker. 

## Biografi
Hagemann avlade 1865 avgångsexamen i kemi med utmärkelse vid Polyteknisk Læreanstalt. Han reste redan samma år i Kryolitmine- og Handelsselskabets tjänst till sodafabriken Natrona i Pittsburgh, Pennsylvania för att kontrollera dess kryolitleveranser. Han blev även kemist vid Pennsylvania Salt Manufacturing Company, upptäckte och undersökte flera nya mineraler i kryoliten, däribland den så kallade hagemanniten, och byggde 1867–1868 för egen räkning två bromfabriker i Pennsylvania och Ohio. 
År 1870 återvände han till Danmark, blev delägare i kryolitsodafabriken Øresund, gav sig även in på cellulosafabrikation, men var huvudsakligen knuten till De danske Sukkerfabrikker. År 1872 byggde han sockerfabriken i Odense, 1878 planlade och byggde han kooperativa sockerkokeriet på Saint Croix, liksom senare fabrikerna i Nakskov, Stege och Assens. År 1880 blev han direktör i A/S De danske Sukkerfabrikker, vilket han var fram till 1897, då han avgick och valdes till kommitterad. Han var även styrelsemedlem i Tuborg Fabrikker, De Danske Spritfabrikker, Burmeister & Wain och var 1880–1902 borgarrepresentant i Köpenhamn. Han var ordförande i överstyrelsen för Finseninstitutet, vars verkställande utskott han stiftade 1896, ordförande i A/S De danske Sukkerfabrikker och medlem av styrelsen för Den Letterstedtske Forening (1899). 

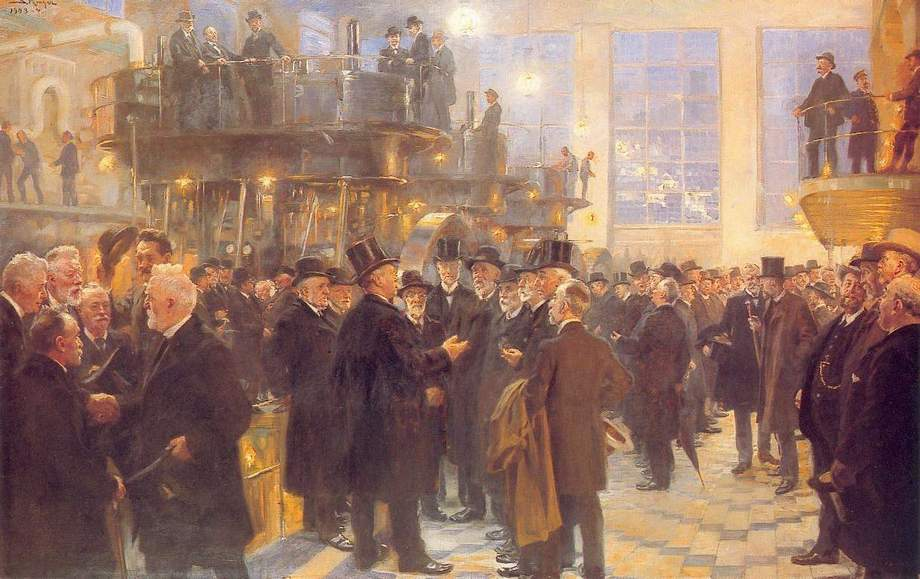
Hagemann är avbildad på P.S. Krøyers konstverk Industriens mænd, som han själv beställde av konstnären.

År 1902 blev han direktör för Polyteknisk Læreanstalt och inrättade 1907 G.A. Hagemanns Kollegium, en bostad for 50 studerande unga män eller kvinnor. År 1896 köpte han en plantage på Saint Croix och anlade en sockerfabrik på denna. I anslutning till sin omfattande praktiska verksamhet ägnade han sig åt undersökningar om vindens hastighet, konstruerade en vindmätare och deltog, genom en rad tyska småskrifter, i internationella diskussioner om kemiska föreningar och kemisk energi.

## Utmärkelser
- Riddare av Dannebrogorden,  1888[4]
- Dannebrogsmännens hederstecken,  1895[4]
- Kommendör av Dannebrogorden,  1904[4]

[Redigera Wikidata]